# Martignas-sur-Jalle
Martignas-sur-Jalle – miejscowość i gmina we Francji, w regionie Nowa Akwitania, w departamencie Żyronda.
Według danych na rok 1990 gminę zamieszkiwały 5732 osoby, a gęstość zaludnienia wynosiła 217 osób/km² (wśród 2290 gmin Akwitanii Martignas-sur-Jalle plasuje się na 71. miejscu pod względem liczby ludności, natomiast pod względem powierzchni na miejscu 342.).
W miejscowości jest rozmieszczony 13e Régiment de dragons parachutistes.